# POP CLASSICO
『POP CLASSICO』（ポップ・クラシコ）は、松任谷由実（ユーミン）の37枚目のオリジナル・アルバム。2013年11月20日にユニバーサルミュージックよりリリースされた（TYCT-69100）。

## 解説
- 前作『Road Show』以来、およそ2年半ぶりとなるオリジナル・アルバム。本作はユーミンのルーツであるブリティッシュ・ロックやフレンチ・ポップスの要素をふんだんに取り入れた意欲作となっており[2]、ユーミンは映画『風立ちぬ』の主題歌となった「ひこうき雲」を引き合いに、「"ひこうき雲"がレクイエムだったとしたら、今回のアルバムはアンセム。生きることの賛歌がいっぱい詰まっているので、元気をいっぱい得てもらえると確信しています」とコメントしている[2]。発売日の11月20日も、1stアルバム『ひこうき雲』発売日と同日である。
- 初回限定盤は、｢ひこうき雲（RE-MIX）/荒井由実×松任谷由実」オリジナル・ミュージック・ビデオを収録したDVDが付いており、ホログラム仕様スリーブケース。ピクチャー・レーベル仕様。全国ツアー先行予約シリアルナンバー応募券を封入。ジャケットなどのアートワークは、森本千絵が手がけている[2]。
- 初動売上は6万枚を記録した。それまでに37枚すべてのオリジナルアルバムがオリコン週間ランキングでTOP10入りしている。
- 第6回CDショップ大賞でマエストロ賞を受賞した。

## 収録曲

### CD
| 全作詞・作曲: 松任谷由実、全編曲: 松任谷正隆。 | |            |            |      |
| #                                              | タイトル                                                                                            | 作詞       | 作曲・編曲 | 時間 |
| 1.                                             | 「Babies are popstars」                                                                             | 松任谷由実 | 松任谷由実 | 3:42 |
| 2.                                             | 「Laughter」                                                                                        | 松任谷由実 | 松任谷由実 | 4:43 |
| 3.                                             | 「愛と遠い日の未来へ -Return To Innocence- (Album Version)」                                        | 松任谷由実 | 松任谷由実 | 3:52 |
| 4.                                             | 「今だけを きみだけを -Just For Now, Just For You-」                                                | 松任谷由実 | 松任谷由実 | 3:43 |
| 5.                                             | 「雨に願いを -Wish Upon the Rain-」                                                                 | 松任谷由実 | 松任谷由実 | 3:36 |
| 6.                                             | 「Your Eyes Are Magic 〜 終止符をおしえて -Your Eyes Are Magic ~ Tell Me How To Put an End To Us-」 | 松任谷由実 | 松任谷由実 | 4:41 |
| 7.                                             | 「Hey girl ! 近くても -Hey Girl! So Close-」                                                        | 松任谷由実 | 松任谷由実 | 3:51 |
| 8.                                             | 「Discothèque」                                                                                     | 松任谷由実 | 松任谷由実 | 4:20 |
| 9.                                             | 「Early Springtime」                                                                                | 松任谷由実 | 松任谷由実 | 4:40 |
| 10.                                            | 「夜明けの雲 -Clouds At Dawn-」                                                                     | 松任谷由実 | 松任谷由実 | 4:08 |
| 11.                                            | 「シャンソン -Chanson-」                                                                            | 松任谷由実 | 松任谷由実 | 5:03 |
| 12.                                            | 「MODÈLE」                                                                                          | 松任谷由実 | 松任谷由実 | 4:16 |

### 楽曲解説
- Babies are popstars
  - リード曲としてミュージック・ビデオが制作された[3]。
- Laughter
- 愛と遠い日の未来へ(Album Version) 
  - 映画『虹色ほたる 〜永遠の夏休み〜』主題歌
- 今だけを きみだけを
  - 日本テレビ系列水曜ドラマ『ダンダリン・労働基準監督官』主題歌[4]。
- 雨に願いを
  - 芦田愛菜に提供した楽曲のセルフカバー。原曲はバンドサウンドだが、こちらは弦楽による演奏となっている。
- Hey girl ! 近くても
  - 東京メトロ 「Color you days」キャンペーンソング[5]
- Early Springtime
  - NHKドラマ10『いつか陽のあたる場所で』主題歌。ドラマとは歌詞が違う
- 夜明けの雲
  - 41stシングル「恋をリリース」のカップリング曲[注釈 2]。
  - 映画『RAILWAYS 愛を伝えられない大人たちへ』主題歌
- シャンソン
- MODÈLE
  - NHK教育テレビジョン（Eテレ）『ユーミンのSUPER WOMAN』テーマソング。アートワークを手がけた森本千絵とは、この番組で共演している。

### DVD
- 「ひこうき雲（RE-MIX）/荒井由実×松任谷由実」オリジナル・ミュージックビデオ

## 参加ミュージシャン
- キーボード : 松任谷正隆
- ドラム : John Robinson （#2,#4,#6,#8,#12） / 河村智康 （#3,#7,#9,#11）
- ベース : Leland Sklar （#2,#11,#12） / 美久月千晴 （#3,#7,#9,#10） / Neil Stubenhaus （#4,#6,#8）
- エレキギター : Dean Parks （#1,#2,#4,#6,#8,#11） / 松任谷正隆 （#2,#3,#8,#9,#10,#12） / 鳥山雄司 （#7,#9）
- アコースティックギター : 松任谷正隆 （#3,#7,#9,#10）
- パーカッション : Luis Conte （#4,#6,#8）
- コーラス : 今井マサキ, ハルナ, 橘高敏也 （#7）
- トランペット : Gary Grant, Dan Fornero （#7,#8）
- トロンボーン : William Reichenbach （#7,#8）
- サキソフォン : Dan Higgins （#7,#8）
- ホーン・オーケストレーション : Jerry Hey （#7,#8）
- フルート : 高桑英世 （#5）
- フリューゲルホルン : 西村浩二 （#12）
- ハープ : 朝川朋之 （#1,#5,#12）
- ヴァイオリン : 栄田嘉彦, 桐山なぎさ, 矢野晴子, 今野均, 藤家泉子, 三木希生子 （#1,#5,#10） / 金原千恵子, 桑田穣, 入江茜, 伊藤佳奈子 （#1,#5） / 小倉達夫, 押鐘貴之, 渡辺一雄, 吉田翔平 （#10） / Sid Page, Mario De Keon, Nina Evtuhov, Julian Hallmark, Natalie Leggett, Robert Matsuda, Alyssa Park, Jenny Takamatsu, Shalini Vijayan （#6,#11,#12）
- ヴィオラ : 細川愛子, 渡部安見子 （#1,#5,#10） / Andrew Duckles, Matt Funes, Darrin Mccann, David Walther （#6,#11,#12）
- チェロ : 阿部雅士, 篠崎由紀 （#1,#5,#10） / Erika Duke-Kirkpatrick, Timothy Loo （#6,#11,#12）
- コントラバス : 齋藤順 （#5）
- 指揮 : David Campbell （#6,#11,#12）